# Василець Олександр Кузьмович
Олекса́ндр Ку́зьмович Василе́ць (1978—2014) — молодший сержант Збройних сил України, учасник російсько-української війни.

## З життєпису
Народився 1978 року в селі Богуші (Березнівський район, Рівненська область). Закінчив 9 класів ЗОШ села Богуші та Соснівське професійно-технічне училище. Проходив строкову військову службу в лавах ЗСУ; у квітні 1998 року демобілізований у званні молодшого сержанта. Проживав у Білій Церкві. Одружився, влітку 2003 року молода сім'я переїхала до села Колонщина (Макарівський район Київської області). Встановлював опалення в приватних будинках.
Доброволець, в березні 2014 року мобілізований Макарівським районним військовим комісаріатом. Командир бойової машини — командир відділення, 72-га окрема механізована бригада. Перебував поблизу Донецька, потім перевели ближче до Луганська, надалі — у Червонопартизанськ.
28 липня 2014-го загинув у нічному бою з терористами під час мінометного обстрілу. Впродовж кількох днів близько 90 вояків не мали можливості відійти з-під обстрілу, а тіла загиблих не було змоги вивезти з місця бою.
Похований 5 серпня 2014-го в Богушах.
Без Олександра лишилися двоє маленьких дітей, мама Домнікія Федасівна і тітка.

## Нагороди та вшанування
- 14 листопада 2014 року за особисту мужність і героїзм, виявлені у захисті державного суверенітету та територіальної цілісності України, вірність військовій присязі під час російсько-української війни, відзначений — нагороджений орденом «За мужність» III ступеня (посмертно).
- 13 жовтня 2015 року на будівлі загальноосвітньої школи села Богуші, де навчався Олександр Василець, йому відкрито й освячено меморіальну дошку.